# Elán (cantante)
Elán Sara DeFan, nota semplicemente come Elán (Tlaquepaque, 1º marzo 1983), è una cantante messicana.

## Biografia
Elán Sara DeFan è nata a Tlaquepaque nello stato di Jalisco, mentre i suoi genitori sono originari di Guadalajara. Suo fratello Juan Carlos è un produttore discografico e musicista, fa parte della band ELAN che accompagna i dischi e i tour della sorella, assieme al batterista Miguel "Cheech" Bitar DeFan e a Mauricio "The Duck" Lopez. 
Ottiene il suo primo contratto discografico nel 2000 con la Arista Records, grazie ad un'audizione in cui ha suonato il brano Perfect Child davanti al CEO dell'etichetta L.A. Reid. Con la Arista inizia a lavorare al suo album d'esordio, ma dopo lunghi ritardi e una serie di disaccordi decide di rescindere il contratto. Il suo esordio discografico del 2003 con l'album Street Child avviene quindi con l'etichetta Silverlight Records. Il suo primo singolo Midnight è stato distribuito il 13 giugno 1993 ebbe un buon successo arrivando al #12 della "Pepsi Chart", e venendo inserito da MTV Latin American nella Top 10 dei video più richiesti.
Il suo Street Child Tour l'ha portata ad esibirsi con la sua band a San Luis Potosí, Guadalajara, Monterrey, Città del Messico, Cuernavaca e Torreón; si è anche esibita al preshow degli MTV Video Music Awards Latin America a Miami nel 2003. In El Salvador, Elán, oltre a diverse apparizioni televisive, ha fatto due concerti a San José e Tegucigalpa.
Dopo il tour Elán e la sua band si sono presi una pausa prima di tornare in studio per registrare il loro secondo album. Durante la registrazione di questo album, la formazione della band era composta da Miguel Bitar (batteria), Jonathan Fraulin (chitarra ritmica) e Juan Carlos (chitarra), mentre Elán era responsabile del piano e delle tastiere. L'album London Express contiene tredici brani e, secondo l'artista, è ispirato dalla musica dei Los Yonics. Be Free è stato il primo singolo estratto dall'album, e il suo video è stato diretto da Chris Roth. Gli altri singoli son stati This Fools Life e  Whatever it takes.
L'8 maggio 2007, Elán ha pubblicato il suo terzo album intitolato What Can Be Done At This Point, che consisteva di 10 canzoni e che include il singolo omonimo, un tributo postumo ai passeggeri e all'equipaggio del Titanic. Il 10 settembre 2007 le è stato assegnato l Independent Diamond Record Award per la vendita certificata di 1,5 milioni di copie dei suoi album. 
Il 10 marzo 2008, gli Elán hanno pubblicato il loro quarto album intitolato Shine, da cui sono stati pubblicati i singoli Shine e Keep me up late. Il 16 aprile, la band ha iniziato il suo Elan Shine Tour 2008 in Messico.
"Lost and Found" è il titolo del quinto album in studio di Elán, pubblicato nel febbraio 2009. Il primo singolo estratto dall'album era il brano anch'esso intitolato "Lost and Found". La registrazione di questo album è stata effettuata a Pachuca, Hidalgo, sotto la produzione dell'artista e di Juan Carlos DeFan.
Il 24 novembre 2009, Elán ha anche registrato il suo sesto album in studio e il suo primo interamente in spagnolo intitolato Recuerdos y Tequila. L'album è composto da cover in chiave jazz di brani di artisti musicali spagnoli di successo come José Alfredo, Jorge Pérez o Juan Gabriel. Il primo singolo estratto dall'album è stato Al lado del camino, una canzone originale di Fito Páez.

## Discografia

### Album
- Street Child (2003)
- London Express (2005)
- What Can Be Done at This Point (2007)
- Shine (2008)
- Lost and Found (2009)
- Recuerdos y Tequila (2009)
- Regular Weird People (2011)
- See Us Spin (2012)
- Particles of Humanity, Vol. 1 & 2 (2016)